# Desmoquattro
Desmoquattro bezeichnet eine Motorenbaureihe des italienischen Motorradherstellers Ducati. Es handelt sich um flüssigkeitsgekühlte 90°-V2-Viertakt-Motoren mit je zwei oben liegenden, über Zahnriemen angetriebenen Nockenwellen und 4 Ventilen pro Zylinder.
Der Name setzt sich aus Desmodromik und Quattro (italienisch: vier) zusammen. Das erste Desmoquattro-Modell war 1988 die Ducati 851. Bis Ende der 1990er Jahre waren nur die Supersportler von Ducati mit Desmoquattro-Motoren ausgestattet. Später wurden sie auch in einzelnen Modellen der Monster-Baureihe sowie der Sporttourer verbaut.